# Neritos prophaea
Neritos prophaea är en fjärilsart som beskrevs av William Schaus 1905. Neritos prophaea ingår i släktet Neritos och familjen björnspinnare. Inga underarter finns listade i Catalogue of Life.